# Bonifác z Montferratu
Bonifác I. z Montferratu (asi 1150 – 4. září 1207) byl markýz (markrabě) z Montferratu a vůdce čtvrté křížové výpravy. Byl třetím synem Viléma V. z Montferratu a Judity Babenberské a narodil se po otcově návratu z druhé křížové výpravy. Byl mladším bratrem Viléma „Dlouhého meče“, hraběte z Jaffy a Askalonu, a Konráda I. Jeruzalémského.

## Itálie v Bonifácovi

Erb Aleramovců, též původní znak Montferratu

Bonifácovy skutky z mládí kolem roku 1170 jsou zaznamenány ve slavném díle, Valen marques, senher de Monferrat. O toto zpracování se zasloužil Bonifácův dobrý přítel a dvorní trubadúr Raimbaut z Vaqueiras. Jeho skutky zahrnují záchranu dědičky Jacopiny z Vetimiglie od jejího strýce hraběte Oty, který ji chtěl připravit o dědictví a poslat ji na Sardinii. Bonifác pro ni zařídil svatbu. Když Albert z Malaspiny (manžel jedné z Bonifácových sester) unesl Saldinu z Mar, dceru přední janovské rodiny, Bonifác jí zachránil a vrátil zpět její lásce, Ponsetovi z Aguilar. Jako zbytek Bonifácovy rodiny, i on podporoval svého synovce Fridricha Barbarossu v jeho válce proti nezávislým městům Lombardské ligy.
Bonifácův nejstarší bratr, Vilém, zemřel v roce 1177, brzy poté, co se oženil s princeznou Sibylou, dědičkou Jeruzalemského království. Roku 1179, byzantský císař Manuel I. Kommenos nabídl svoji dceru Marii Porphyrogenitskou jako manželku jednomu ze synů Viléma V. Bonifác, stejně jako jeho starší bratr Konrád, byli už ženatí, a Fridrich byl kněz, proto si ji vzal nejmladší bratr Renier, který byl společně s Marií zavražděn během násilného uchvácení vlády Andronikem Komnénem.
Roku 1183 byl Bonifácův synovec Balduin V. korunován jako král Jeruzaléma. Vilém V. odešel do křižáckého království, aby podpořil svého pravnuka a nechal Montferrat Konrádovi s Bonifácem. Roku 1187 Konrád také odešel na východ, neboť Izák II. Angelos nabídl svoji sestru Theodoru Bonifácovi jako manželku, aby obnovil rodinnou byzantskou alianci, ale Bonifác se právě oženil podruhé, zatímco Konrád byl vdovec.
V roce 1189, se Bonifác připojil k radě regentů Tomáše Savojského, syna jeho synovce Humberta III., dokud hoch nedosáhl dospělého věku o dva roky později.V roce 1191, poté co mu nově zvolený císař Jindřich VI daroval Insicu, městečko v jižním Piedmontu, začala patnáctiletá válka proti sousedním městům Asti a Alessandrii. Bonifác se přidal ke Cremonské lize, zatímco tato dvě města se přidala k Milánské lize. Bonifác spojená města porazil u Montiglia v červnu téhož roku, ale válka jako celek těžce dolehla na zájmy dynastie. Po čtvrté, on a Vaqueiras zachránili jeho švagra Alberta z Malaspina, když byl bez koně. První fáze války skončila smírem v dubnu roku 1193. Nyní byl Bonifác markrabětem (markýzem) z Montferratu, po smrti jeho otce roku 1191 a Konráda, nově korunovaného jeruzalémského krále v roce 1192.
V červnu roku 1194, byl Bonifác dosazen jako jeden z velitelů výpravy Jindřicha VI. na Sicílii. U Messiny, kde probíhal boj mezi flotilou z Pisy a Janova, zachránil Vaqueiras Bonifáce svým štítem – za což byl pasován na rytíře téhož roku, po úspěšném tažení a Jindřichově korunovaci v Palermu. V říjnu 1197, mír s Asti skončil. Bonifác uzavřel alianční dohodu s Acqui v červnu 1198. Bylo tu mnoho plenění a nájezdů, ale roku 1199 bylo jasné, že je válka ztracena a proto Bonifác vstoupil do vyjednávání.

## Čtvrtá křížová výprava

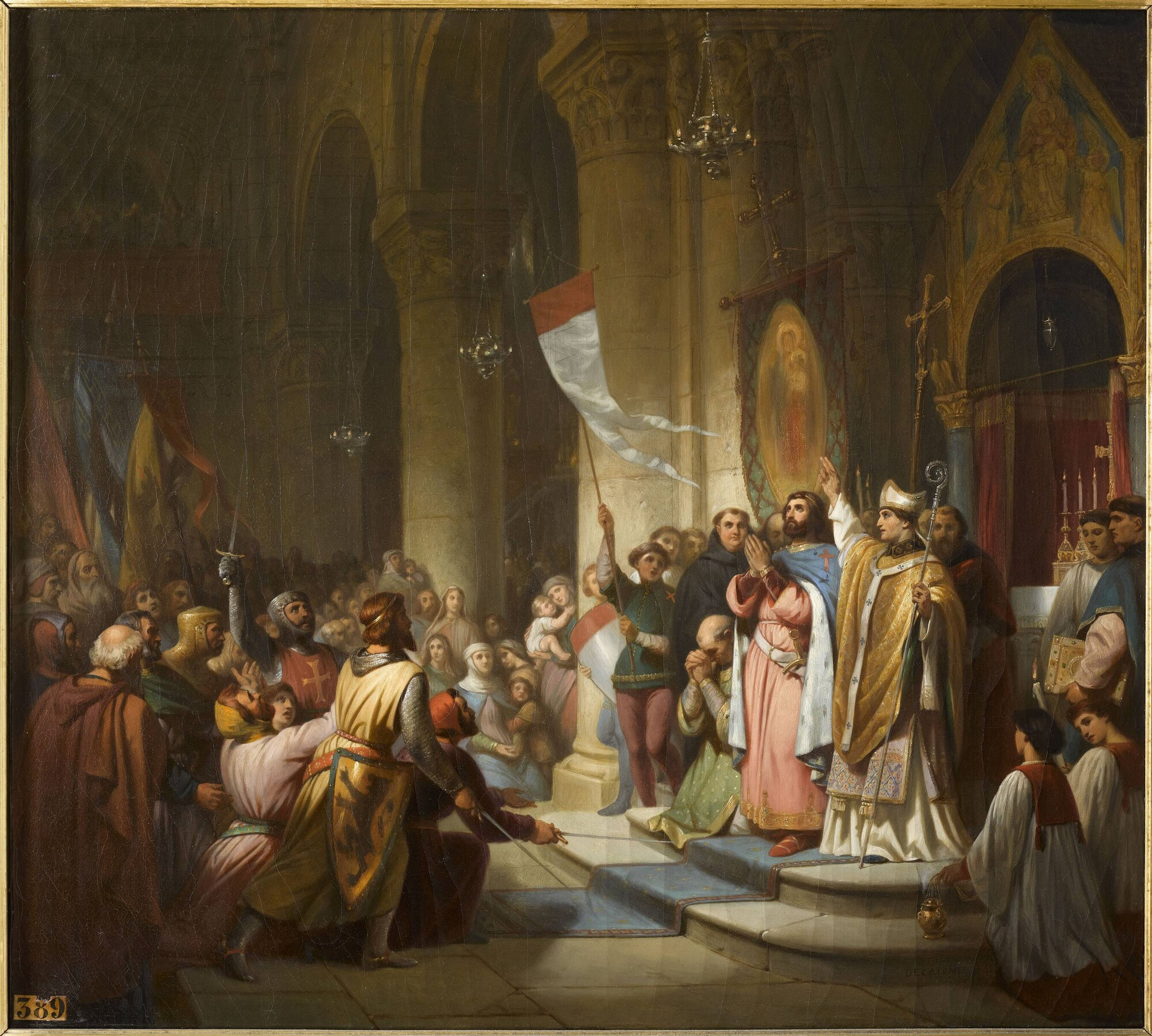
Bonifác zvolen vůdcem čtvrté křížové výpravy, Soissons, 1201: historické zobrazení z rukou Henriho Decaisne, 1840, Salles des Croisades, Versailles

Když původní velitel čtvrté křížové výpravy, hrabě Theobald ze Champagne roku 1201 zemřel, byl Bonifác zvolen jako její nový velitel. Byl zkušeným vojákem a toto byla příležitost pro znovuzískání reputace. Bonifácova rodina byla dobře známa na východě, jeho synovec Balduin a bratr Konrád byli králové Jeruzaléma a jeho neteř Marie byla dědičkou téhož království.
Bonifácův synovec, Filip Švábský byl manželem Ireny Angeliny, dcery sesazeného byzantského císaře Izáka II. Angela a neteř Konrádovy druhé manželky Theodory. V zimě 1201 strávil Bonifác Vánoce s Filipem v Hagenau, kde se také setkal s Alexiem Angelem, synem Izáka Angela, kterému se podařilo uniknout před hrozbou jeho strýce Alexia III. Angela. V tento čas tito tři diskutovali o možnosti použít křižáckou armádu pro obnovení Alexiova práva na trůn. Oba, Bonifác i Alexius, cestovali odděleně do Říma pro požehnání papeže Innocenta III. Ovšem Bonifácovi bylo speciálně sděleno papežem, aby se vyvaroval útoku na křesťany, včetně Byzantinců.
Křižácká armáda měla obrovský dluh u benátského dóžete, který jim poskytl flotilu. Nařídil jim tedy, aby zaútočili na rebelující města Trieste, Moglie a Zaru a porazili je před vyplutím do Káhiry. Papež byl rozzuřen útokem křižáků na křesťanská města. Dóže Enrico Dandolo byl nyní pravým vůdcem kruciáty, s Bonifácem pouze jako nastrčeným velitelem. Alexius Angelus se zavázal sliby ke křižákům a jejich hlavnímu sponzorovi, benátskému dóžeti, že pokud mu pomůžou získat trůn, tak je za to bohatě odmění. Dandolo si usmířil Papeže Alexiovým slibem, že podřídí ortodoxní církvi Římu poté, co usedne na konstantinopolský trůn. Flotila vyrazila roku 1203 ke Konstantinopoli.
Po dobytí Konstantinopole v roce 1204 patřil Bonifác mezi pretendenty trůnu. Benátčané jeho volbu vetovali, neboť věřili, že má příliš mnoho konexí v Říši, a obávali se o ztrátu svého vlivu. Místo něj vybrali hraběte Balduina Flanderského. Bonifác založil Thessalonické království a měl také území na východ od Bosporu a Krétu, ačkoliv jej později předal Balduinovi.

## Rodina a smrt
Bonifác měl s první manželkou Elenou z Busca (1145 – 1204) tři děti:
- Vilém VI. z Montferratu (1173 – 17. září 1225), markrabě z Montferratu
- Beatrix ∞ Jindřich II. z Carretta, markýz ze Savony
- Anežka z Montferratu (1187 – 1208) ∞ 1207 císař Jindřich Flanderský († 1216)

V roce 1204 se v Konstantinopoli oženil s bývalou císařovnou Markétou, dcerou uherského krále Bély III. Měli pouze jedno dítě:
- Demetrius z Montferratu, soluňský král (1205 – 1230/1239)

Bonifác byl zabit při přepadení Bulhary 4. září 1207, a jeho hlava byla poslaná bulharskému carovi Kalojanovi.